# Mitoguazone
Mitoguazone (còn được gọi là methylglyoxal bis (guanylhydrazone) hoặc MGBG) là một loại thuốc được sử dụng trong hóa trị liệu.